# ГЕС Jīnhànlāzhā
ГЕС Jīnhànlāzhā (大勐统水电站) — гідроелектростанція на півдні Китаю у провінції Юньнань. Знаходячись перед ГЕС Mùxīngtǔ, входить до складу каскаду на річці Ніру, яка приєднується праворуч до Shuiluo лише за пару кілометрів від впадіння останньої ліворуч до Цзиньша (верхня течія Янцзи).
У межах проекту річку перекрили бетонною греблею висотою 23 метри, довжиною 91 метр та товщиною по гребеню 3,5 метра, яка утримує невелике водосховище з об'ємом 194 тис. м3.
Зі сховища під правобережним гірським масивом прокладений дериваційний тунель діаметром 3 метри, що виводить до наземного машинного залу, розташованого майже за 9 км від греблі. Основне обладнання станції становлять дві турбіни типу Френсіс потужністю по 29 МВт, які працюють при напорі у 420 метрів та забезпечують виробництво 265 млн кВт-год електроенергії на рік.
Видача продукції відбувається по ЛЕП, розрахованій на роботу під напругою 220 кВ.